# Yahia Boushaki
Yahia Boushaki (en árabe: يحي بوسحاقي‎, en cabilio: ⵖⴰⵀⵉⴰ Boⵓⵙⵀⴰⴽⵉ) es un barrio situado a 15 km del centro de Argel a 200 metros sobre el nivel del mar, parte de la ciudad de Bab Ezzouar.

## Descripción
El barrio "Yahia Boushaki", también conocido como "Barrio chino" es una zona residencial, administrativo y comercial de la ciudad de Argel·.

## Historia
El barrio fue creado por decreto de 8 de noviembre de, 1978, como parte del desarrollo de la ciudad de Argel·.

## Tranvía
|  | • |  | Tamaris                           | Mohammadia      |
|  | • |  | Cité Mokhtar Zerhouni             | Mohammadia      |
|  | • |  | Estación de Yahia Boushaki        | Bab Ezzouar     |
|  | • |  | Université de Bab Ezzouar (USTHB) | Bab Ezzouar     |
|  | • |  | Cité 5 juillet                    | Bab Ezzouar     |
|  | • |  | Bab Ezzouar - Le Pont             | Bab Ezzouar     |
|  | • |  | Cité universitaire - CUB1         | Bab Ezzouar     |
|  | • |  | Cité 8 mai 1945                   | Bab Ezzouar     |
|  | • |  | Clair Matin                       | Bordj El Kiffan |